# Günther Maria Halmer

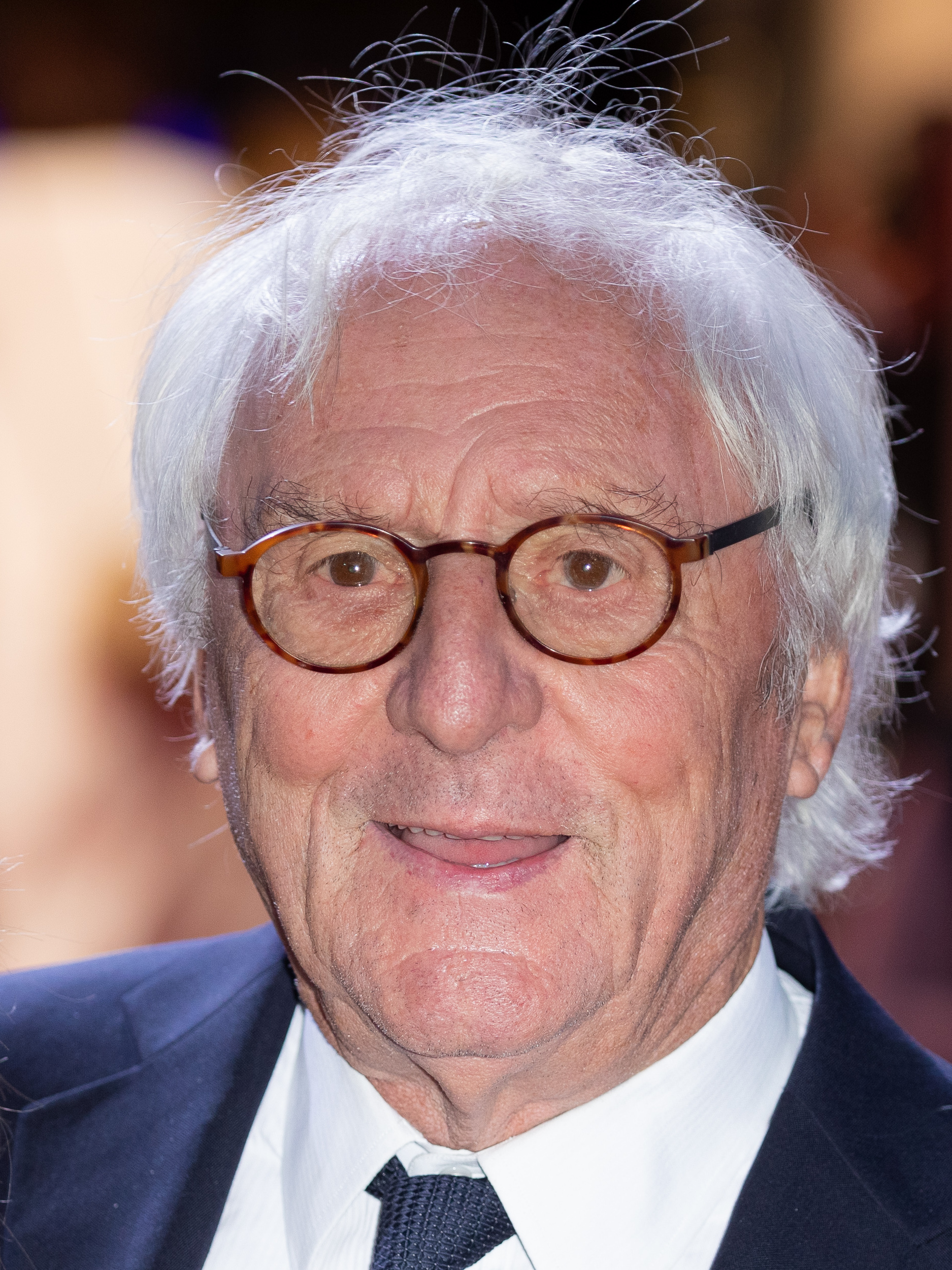
Günther Maria Halmer 2019 beim Hessischen Film- und Kinopreis

Günther Maria Halmer (* 5. Januar 1943 in Rosenheim) ist ein deutscher Schauspieler. Seinen Durchbruch hatte er 1974 als Münchener Lebenskünstler Karl „Tscharlie“ Häusler in der Fernsehserie Münchner Geschichten. Bekannt wurde er auch durch die Titelrolle in der Justizserie Anwalt Abel. Er spielte in über 180 Film- und Fernsehproduktionen mit.

## Leben
Günther Maria Halmer wurde am 5. Januar 1943 in Rosenheim geboren. Sein Vater kam von einem Bauernhof, hatte Jura studiert und war Anwalt. Der Vater erzog ihn hart und mit körperlichen Strafen. Nach dem Schulabbruch am Gymnasium ging Günther Maria Halmer zur Bundeswehr, um Pilot zu werden, konnte sich aber mit dem Autoritätsdenken nicht anfreunden. Daher begann er nach dem Pflichtwehrdienst eine Hotellehre, brach diese aber kurze Zeit später wieder ab. Schließlich ging er für zwei Jahre nach Kanada, wo er in einem Asbest-Bergwerk arbeitete. Hier lernte er einen Österreicher kennen, der Schauspieler werden wollte und Halmer inspirierte, es ihm gleichzutun. Nach seiner Rückkehr aus Kanada wurde er auf der Otto-Falckenberg-Schule für Schauspielerei in München aufgenommen, wo er von 1967 bis 1969 seine Schauspielausbildung absolvierte.
Halmer ist seit 1976 mit einer ehemaligen Unternehmerin und Schmuckdesignerin verheiratet. Das Ehepaar hat die Söhne Daniel und Dominik, die als Rechtsanwalt und Künstler arbeiten. Im April 2017 erschien unter dem Titel Fliegen kann jeder: Ansichten eines Widerborstigen im C. Bertelsmann Verlag eine Autobiografie Halmers. Seit 2025 engagiert sich der Schauspieler für das Thema Testamentsspenden bei den SOS-Kinderdörfern weltweit.

## Karriere
Bereits während seiner Ausbildung gab Halmer sein Bühnendebüt am Bayerischen Staatsschauspiel München. Nach dem Abschluss der Schauspielschule hatte er von 1969 bis 1974 sein erstes Engagement bei den Münchner Kammerspielen, wo er bis 1974 in zahlreichen Inszenierungen auf der Bühne stand, darunter in Martin Sperrs Jagdszenen aus Niederbayern und Marieluise Fleißers Komödie Pioniere in Ingolstadt.
Mit der Rolle des Karl „Tscharlie“ Häusler in der Fernsehserie Münchner Geschichten des Bayerischen Rundfunks von Regisseur Helmut Dietl gelang ihm 1974 an der Seite von Therese Giehse der Durchbruch als Schauspieler. 1975 war er in Die Angst ist ein zweiter Schatten unter der Regie von Norbert Kückelmann in der Rolle des Fred erstmals auf der Kinoleinwand zu sehen. 1979 war er in Lucky Star erneut auf der Leinwand, wo er als Robert Lehner den Vater der von Katharina Böhm gespielten Hauptfigur verkörpert. 1980 folgte eine Rolle als Falkland in der deutsch-englischen Filmproduktion Tödliches Geheimnis und 1982 eine Nebenrolle in Richard Attenboroughs Oscar-preisgekröntem Film Gandhi. 1986 gab Halmer, nachdem er zwischen 1973 und 1984 bereits in mehreren Folgen Gastauftritte hatte, mit dem Tatort: Riedmüller, Vorname Sigi sein Debüt als Tatort-Kommissar Siggi Riedmüller. 1987 lief Halmer bei Dreharbeiten in Bad Hofgastein ein 80-jähriger Fußgänger vor sein Auto und starb.
In dem Vierteiler Peter der Große spielte er 1986 neben internationalen Größen wie Maximilian Schell, Omar Sharif und Laurence Olivier den russischen Außenminister Tolstoi. 1988 übernahm er in der italienisch-deutschen Coproduktion Der Zug eine Rolle neben Ben Kingsley. Im selben Jahr startete das ZDF die erfolgreiche Justizserie Anwalt Abel nach den Büchern des Juristen und Schriftstellers Fred Breinersdorfer mit Halmer in der Hauptrolle. 1992 war er in der Weihnachtsserie Der lange Weg des Lukas B. als Heinrich von Knabig zu sehen. 1994 spielte er neben Anja Kling in der dreizehnteiligen ZDF-Fernsehserie Hagedorns Tochter die Rolle des Karl-Georg Balinger. In dem Heimatfilm Bauernprinzessin (2004), sowie den beiden Fortsetzungen Bauernprinzessin II – Kopf oder Herz (2007) und Bauernprinzessin III – In der Zwickmühle (2009) übernahm er die Rolle des Onkels Xaver Pichler. In der Fernsehkrimireihe Die Nonne und der Kommissar war er in den Jahren 2006, 2009 und 2012 in insgesamt drei Filmen an der Seite von Ann-Kathrin Kramer in der Hauptrolle des Kommissars Josef Baumert zu sehen. 2013 übernahm er die Titelrolle des Fotografen Harry Wegener in der Filmkomödie Harry nervt, wo er neben Angela Roy ein gescheitertes Ehepaar spielte. Daneben spielte er wiederkehrend mit Gudrun Landgrebe, wie etwa in Herz oder Knete (2002) und Alles Samba (2003), mit Senta Berger in den Fernsehfilmen Die Konferenz (2004), Willkommen auf dem Land (2013), Die Hochzeit meiner Eltern (2016) und Weißt du noch (2023), mit Suzanne von Borsody in Liebe hat Vorfahrt (2005) und Der Meineidbauer (2012) und Thekla Carola Wied in Ein Drilling kommt selten allein (2012) und deren Fortsetzung Vier Drillinge sind einer zu viel (2014). 2020 war er an der Seite von Hannelore Elsner, mit der er bereits u. a. für Lars Kraumes Tragikomödie Familienfest (2015) drehte, in deren letzten Film Lang lebe die Königin als ihr Filmlebensgefährte Werner Wittich zu sehen.
Halmer wirkte auch in einigen Kinder- und Jugendproduktionen mit, wie als Fürst Theodor in Matthias Steurers Märchenadaption Prinzessin Maleen (2015) oder als Naturforscher Kilian von Hohenburg in den Kinderbuchverfilmungen Max und die wilde 7 (2020) und deren Fortsetzung Max und die Wilde 7: Die Geister-Oma (2024) nach dem gleichnamigen Kinderbuch von Lisa-Marie Dickreiter und Winfried Oelsner.

## Filmografie

### Kinofilme
- 1975: Die Angst ist ein zweiter Schatten
- 1979: Lucky Star
- 1982: Gandhi
- 1982: Sophies Entscheidung (Sophie’s Choice)
- 1983: Wie hätten Sie’s denn gern?
- 1984: Die Nacht der vier Monde
- 1985: Operation Dead End
- 1988: Anna – Der Film
- 1989: Bangkok Story
- 1990: Abrahams Gold
- 1992: Der demokratische Terrorist
- 1993: Der Fall Lucona
- 2000: Die innere Sicherheit
- 2001: Bernadette von Lourdes
- 2002: Der Stellvertreter
- 2007: Das Herz ist ein dunkler Wald
- 2008: Märzmelodie
- 2015: Familienfest
- 2017: Sommerhäuser
- 2019: Eine ganz heiße Nummer 2.0
- 2019: Schmucklos
- 2020: Enkel für Anfänger
- 2020: Max und die wilde 7
- 2021: Die Vergesslichkeit der Eichhörnchen
- 2023: Weißt du noch
- 2023: Enkel für Fortgeschrittene
- 2024: Max und die Wilde 7: Die Geister-Oma

### Fernsehfilme
- 1973: 8051 Grinning
- 1973: Macbett
- 1976: Margarete in Aix
- 1976: Die 21 Stunden von München
- 1976: Weder Tag noch Stunde
- 1978: Feuerwasser
- 1980: Glaube Liebe Hoffnung
- 1980: Tödliches Geheimnis (Vierteiler)
- 1982: Ein Kleid von Dior
- 1984: Der Millionen-Coup
- 1989: Ein verhexter Sommer
- 1991: Ausgetrickst
- 1991: Im Dunstkreis
- 1995: Tödliche Wahl (Dreiteiler)
- 1999: Gnadenlos 2 – Ausgeliefert und missbraucht
- 2002: Ghettokids – Brüder ohne Heimat
- 2002: Andreas Hofer – Die Freiheit des Adlers
- 2003: Das Wunder von Lengede (Zweiteiler)
- 2003: Alles Samba
- 2003: Mann gesucht, Liebe gefunden
- 2004: Die Liebe hat das letzte Wort
- 2004: Die Konferenz
- 2005: Marias letzte Reise
- 2005: Ein Koala-Bär allein zu Haus
- 2005: Drei teuflisch starke Frauen
- 2005: Liebe hat Vorfahrt
- 2006: Plötzlich Opa
- 2006: Die Nonne und der Kommissar
- 2006: Das Geheimnis von St. Ambrose
- 2006: Kunstfehler
- 2007: Mein Traum von Afrika
- 2007: Hilfe, die Familie kommt!
- 2007: Bauernprinzessin II – Kopf oder Herz
- 2007: Oh Tannenbaum
- 2008: Mord in aller Unschuld
- 2008: Liebe für Fortgeschrittene
- 2009: Bauernprinzessin III – In der Zwickmühle
- 2009: Die Nonne und der Kommissar – Todesengel
- 2009: Gletscherblut
- 2009: Mein Nachbar, sein Dackel & ich
- 2010: Sonntagsvierer
- 2010: Eine Sennerin zum Verlieben
- 2011: Frischer Wind
- 2011: Schicksalsjahre (Zweiteiler)
- 2012: Der Meineidbauer
- 2012: Ein Drilling kommt selten allein
- 2012: Zwei übern Berg
- 2012: Die Nonne und der Kommissar – Verflucht
- 2013: Alles Chefsache!
- 2013: Harry nervt
- 2013: Willkommen auf dem Land
- 2014: Vier Drillinge sind einer zu viel
- 2015: Prinzessin Maleen
- 2016: Die Hochzeit meiner Eltern
- 2018: Wir lieben das Leben
- 2018: Der Polizist und das Mädchen
- 2018: Liebe auf Persisch
- 2018: Bist du glücklich?
- 2020: Lang lebe die Königin
- 2021: Die Vergesslichkeit der Eichhörnchen
- 2023: Mein Vater, der Esel und ich
- 2024: Trapps Sommer

### Fernsehserien und -reihen
- 1969: Die Perle – Aus dem Tagebuch einer Hausgehilfin (Folge Die Detektei)
- 1973: Tatort: Tote brauchen keine Wohnung
- 1974: Münchner Geschichten (9 Folgen)
- 1979: Tatort: 30 Liter Super
- 1977: Der Alte (Folge Jack Braun)
- 1977–1983: Polizeiinspektion 1 (6 Folgen)
- 1978: St. Pauli-Landungsbrücken (Folge Bordwache)
- 1979: Derrick (Folge Karo As)
- 1981: Tatort: Grenzgänger
- 1984: Tatort: Gelegenheit macht Liebe
- 1985: Die Krimistunde (Folge 13 Der zweite Schuldspruch)
- 1986: Tatort: Riedmüller, Vorname Sigi
- 1988: Feuersturm und Asche (War and Remembrance, Miniserie, 3 Folgen)
- 1988–2001: Anwalt Abel
- 1990: Abenteuer Airport (Folge Alte Freundschaft)
- 1992: Der lange Weg des Lukas B. (6 Folgen)
- 1993: Evelyn Hamanns Geschichten aus dem Leben (Folge Gemischtes Doppel/Ein Bambi für Oliver)
- 1994: Hagedorns Tochter (7 Folgen)
- 1995: Die Kommissarin (Folge Totentanz)
- 1995: Das Traumschiff – Mauritius
- 1996: Ein flotter Dreier (Folge Nur für eine Nacht)
- 1996: Der Fahnder (Folge Die Tochter des Polizisten)
- 1996: Tatort: Schneefieber
- 1998: Der Bulle von Tölz: Tod am Rosenmontag
- 1999: Das Traumschiff – Namibia
- 1999: Der letzte Zeuge (Folge Denn die Rache ist mein)
- 2000: Tatort: Bienzle und das Doppelspiel
- 2002: Das Traumschiff: Chile und die Osterinseln
- 2003: Utta Danella – Die andere Eva
- 2004: SOKO Kitzbühel (Folge Der Ring der Toten)
- 2007: Das Traumschiff – Shanghai
- 2009: Das Traumhotel – Malaysia
- 2011: Tatort: Gestern war kein Tag
- 2011: Utta Danella – Liebe mit Lachfalten
- 2012: Das Traumschiff – Singapur/Bintan
- 2014: Utta Danella – Die Himmelsstürmer
- 2015: Das Traumschiff – Kanada
- 2015–2017: Familie Bundschuh
  - 2015: Tief durchatmen, die Familie kommt
  - 2017: Von Erholung war nie die Rede
- 2021: Rosamunde Pilcher – Stadt, Land, Kuss
- 2021: Kranitz – Bei Trennung Geld zurück (Folge 5: Jutta & Bernd – Pflegestufe Ehe)

## Theater (Auswahl)

### Residenztheater München (Bayerisches Staatsschauspiel)
- 2025: Gschichtn vom Brandner Kaspar (als Kaspar Brandner). Volksstück von Franz Xaver Kroetz frei nach Motiven von Franz von Kobell. Inszenierung: Philipp Stölzl[6][7]

## Auszeichnungen
- 2005: Hessischer Fernsehpreis als Ensemblemitglied des Filmes Die Konferenz
- 2021: Bayerischer Verdienstorden
- 2025: Oberbayerischer Kulturpreis

## Autobiografie
- Günther Maria Halmer: Fliegen kann jeder. Ansichten eines Widerborstigen. C. Bertelsmann Verlag, München 2017, ISBN 978-3-570-10261-9. (mit 31 Fotos)